# Prix René-Caillié
Ne pas confondre avec le prix René-Caillié de la Société de géographie humaine de Paris
Le prix René-Caillié (ou prix René-Caillié des écrits de voyage) est un prix littéraire français décerné chaque année au mois de juin depuis 1999 à « un récit d’aventure vécue par l’auteur, de langue française ou traduction (écrits de voyage, journal, etc.) ». Ce prix est organisé par la municipalité de Mauzé-sur-le-Mignon en l’honneur de l’explorateur français René Caillié né le 19 novembre 1799 dans cette commune des Deux-Sèvres.
Le prix vient à la suite du Festival de l'aventure individuelle.

## Liste des lauréats
- 2024 : Cavalières : La chevauchée Kirghize de Élise et Léopoldine Desprez
- 2023 : Un duo vers l'inconnu de Thibault Clémenceau
- 2022 : Notre vagabonde liberté de Gaspard Koenig
- 2021 : Carpates, la traversée de l'Europe Sauvage de Lodewijk Allaert
- 2020: Le monde selon Guirec et Monique de Guirec Soudée
- 2019 : Petite de Sarah Gysler
- 2018 : Robinson des glaces de Emmanuel Hussenet
- 2017 : Passagère de l'Arctique de Anne Quéméré
- 2016 : Expédition across Antartica de Stéphanie et Jérémie Gicquel
- 2015 : Sous les ailes de l'hippocampe de François Suchel
- 2014 : Un demi-tour Japon-France à vélo de Nicolas Ternisien[2]
- 2013 : Rivages de l’Est, En kayak du Danube au Bosphore de Lodewijk Allaert
- 2012 : L’Aventure de Tara Tari de Corentin de Chatelperron
- 2011 : Sur les chemins de Chine de Clara Arnaud
- 2010 : À l’école du monde de Kristelle Savoye
- 2009 : Méandres d’Asie : du Baïkal au Bengale de Caroline Riegel
- 2008 : Ultima Cordillera de Christian Clot
- 2007 : Siberia de Philippe Sauve
- 2006 : Arktika de Gilles Elkaim
- 2005 : Les Ailes de la vie d'Anne-Marie Guilleux-Gouvet
- 2004 : Passagère du silence de Fabienne Verdier
- 2003 : Le Chant des roues de Claude Marthaler
- 2002 : Crinière de jade de Stéphane Bigo
- 2001 : Longue Marche de Bernard Ollivier
- 2000 : J’ai rêvé du grand large de Gilles Rufet
- 1999 : Je suis né deux fois d'Alain Kalita